# 维瓦·科罗维
维瓦·科罗维爵士（Sir Wiwa Korowi GCMG，1948年7月7日—）巴布亚新几内亚总督。维瓦爵士出生于南高地省。他从1991年到1997年担任总督。他是巴布亞新幾內亞全國聯盟黨（National Alliance Party）的黨員。